# Gregor Ropret
Gregor Ropret (Liubliana, 1 de março de 1989) é um jogador de voleibol esloveno que atua na posição de levantador.

## Carreira

### Clube
Ropret começou sua carreira no OK BREZOVICA, clube de seu país natal. Em 2008, iniciou sua trajetória profissional no Calcit Kamnik, competindo na primeira divisão eslovena, onde permaneceu por três temporadas. Em 2011, transferiu-se para o ACH Volley Ljubljana. Com sua nova equipe, o levantador conquistou três títulos do Campeonato Esloveno e duas edições da Copa da Eslovênia.
Em 2014, o esloveno transferiu-se para o voleibol austríaco para jogar pelo Hypo Tirol Innsbruck, onde conquistou dois títulos do Campeonato Austríaco. Para a temporada 2016–17, assinou contrato com o clube italiano Exprivia Molfetta, mas no início do campeonato mudou-se para o Afyon Belediye Yüntaş, equipe da primeira divisão do Campeonato Turco. Na temporada 2017–18, conquistou o título do Campeonato Checo pelo VK ČEZ Karlovarsko.
Em 2018, Ropret ingressou no voleibol francês pelo Nantes Rezé Métropole. Em 2020, o atleta retornou ao ACH Volley Ljubljana, onde conquistou o título da Liga da Europa Central de 2020–21, o quarto de sua carreira.[ligação inativa]
Em 2021, ele retornou ao voleibol francês para jogar pelo Cambrai Volley. Em 2022, assinou com o Sir Safety Susa Perugia para competir pela primeira vez em sua carreira no Campeonato Italiano.
Após dois anos no voleibol italiano, Ropret assinou com o Asseco Resovia Rzeszów para disputar o Campeonato Polonês. Pelo clube italiano, Ropret teve poucas chances de atuar devido à competição por tempo de jogo com Simone Giannelli, o levantador principal. Em contraste, no Asseco Resovia, ele espera assumir o papel de levantador principal, substituindo Fabian Drzyzga, que deixou o clube após quatro temporadas.

### Seleção
Ropret participou do Campeonato Mundial Sub-21 de 2007 pela Eslovênia, alcançando a nona colocação no torneio. Em 2009, conquistou a medalha de bronze nos XVI Jogos do Mediterrâneo. Em 2015, sagrou-se campeão da Liga Europeia ao vencer a seleção da Macedônia do Norte.
Além disso, o levantador foi vice-campeão do Campeonato Europeu nas edições de 2015, 2019 e 2021.[ligação inativa]

## Títulos
ACH Volley
- Campeonato Esloveno: 2011–12, 2012–13, 2013–14
- Copa da Eslovênia: 2011–12, 2012–13

Hypo Tirol Innsbruck
- Campeonato Austríaco: 2014–15, 2015–16

VK ČEZ Karlovarsko
- Campeonato Checo: 2017–18

Sir Safety Perugia
- Mundial de Clubes: 2022, 2023
- Campeonato Italiano: 2023–24
- Copa Itália: 2023–24
- Supercopa Italiana: 2022, 2023

## Clubes
| Anos      | Clube                       |
| --------- | --------------------------- |
| 2008–2011 | Calcit Kamnik               |
| 2011–2014 | ACH Volley Ljubljana        |
| 2014–2016 | Hypo Tirol Innsbruck        |
| 2016–2017 | Afyon Belediye Yüntaş       |
| 2017–2018 | VK ČEZ Karlovarsko          |
| 2018–2020 | Nantes Rezé Métropole       |
| 2020–2021 | ACH Volley Ljubljana        |
| 2021–2022 | Cambrai Volley              |
| 2022–2024 | Sir Safety Susa Vim Perugia |
| 2024–     | Asseco Resovia Rzeszów      |

## Prêmios individuais
- 2021: Campeonato Europeu – Melhor levantador
- 2024: Torneio Hubert Jerzeg Wagner – Melhor levantador